# Funeral de Hasán Nasralá
El funeral de Hasán Nasralá fue un funeral multitudinario que tuvo lugar el 23 de febrero de 2025 en el Estadio Ciudad Deportiva Camille Chamoun en Beirut (Líbano) en honor de Hasán Nasralá, tercer secretario general de Hezbolá. Nasralá fue enterrado cinco meses después de ser asesinado en un ataque aéreo israelí contra su búnker en el barrio de Haret Hreik el 27 de septiembre de 2024. El funeral también rindió homenaje a Hashem Safiedín, quien se desempeñó como líder de facto de Hezbolá tras la muerte de Nasralá, antes de que él también fuera asesinado en otro ataque aéreo de Israel el 3 de octubre de 2024.
La agencia de noticias Associated Press calificó el funeral como el más grande en el Líbano en dos décadas.

## Antecedentes
El 27 de septiembre de 2024, Israel lanzó una serie de ataques aéreos contra los suburbios del sur de Beirut. Fuentes militares israelíes afirmaron que el blanco de la operación eran los «cuarteles centrales» de Hezbolá, ubicados en el barrio de Dahiya, un barrio del sur de la capital libanesa con una fuerte presencia de Hezbolá. Según medios israelíes, el principal objetivo del ataque habría sido el líder de la milicia libanesa, Hasán Nasralá. En el ataque también murieron seis personas, 91 resultaron heridas y arrasó seis edificios de apartamentos.
En septiembre de 2024 después de la muerte de Nasralá, Safiedín fue visto como el candidato principal para sucederle. Varios medios de comunicación saudíes como Al-Arabiya y Al-Hadath informaron que había sido designado oficialmente como su sucesor, aunque poco después Hezbolá lo negó a través de su cuenta oficial de Telegram.
En la noche del 3 de octubre de 2024, la Fuerza Aérea israelí bombardeó con once bombas de 73 toneladas de explosivos el barrio de Dahieh, un suburbio situado al sur de Beirut y considerado como un bastión de Hezbolá. Según medios israelíes el ataque aéreo tuvo como objetivo un búnker subterráneo en el que se creía que se encontraba Hashem Safiedín y el jefe de inteligencia de la milicia chií, Hussein Hazimah, a quien las FDI dieron por muerto. El 23 de octubre, la milicia libanesa confirmó la muerte de Safiedín en un comunicado en el que prometió «continuar el camino de la resistencia» hasta lograr sus objetivos «de libertad y victoria».
Finalmente Naim Qassem fue elegido secretario general de Hezbolá el 29 de octubre de 2024. Después de su muerte, Nasralá fue enterrado temporalmente en un lugar secreto, a la espera de que se dieran las condiciones idóneas para celebrar su funeral, una vez sellada la paz con Israel.

## Funeral

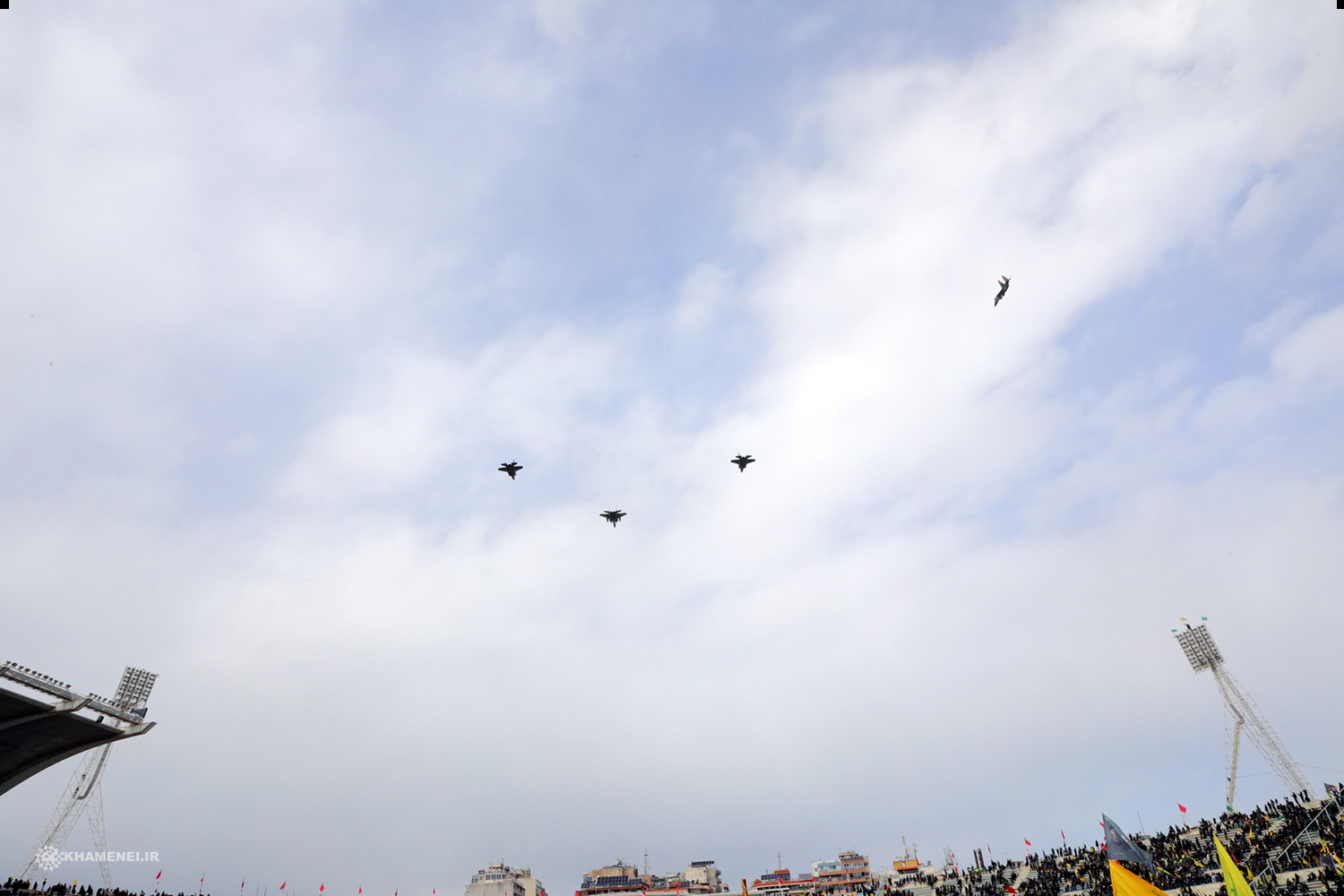
Aviones de combate israelíes volando bajo sobre el funeral

Los preparativos para el funeral de Nasralá duraron varios meses. Al-Manar informó que un comité supremo, dividido en diez subcomités, fue el responsable de organizar la ceremonia. Tras el alto el fuego y la retirada parcial de las fuerzas israelíes de las posiciones del sur del Líbano que ocupaban, el 23 de febrero de 2025 se celebró el funeral por Nasralá y Hashem Safiedín. Decenas de miles de libaneses asistieron al funeral, que se celebró en el Estadio Ciudad Deportiva Camille Chamoun que tiene capacidad para 50.000 personas; muchos de los asistentes ondeaban la bandera de Hezbolá y sostenían retratos de Nasralá y Safiedín. Ali Daamoush, un alto funcionario de Hezbolá, afirmó que alrededor de 800 personalidades de 65 países asistirían al funeral, además de miles de individuos y activistas de todo el mundo.
Horas antes de que comenzara el funeral, a las 13:00 hora local, las fuerzas aéreas israelíes lanzaron varios ataques aéreos en el sur del Líbano contra supuestos objetivos de Hezbolá, que según informó la Agencia Nacional de Noticias libanesa (ANN), dejaron al menos una niña herida en uno de estos ataques, ocurrido entre las poblaciones de Qlaila y Samaiyeh, cerca de Tiro. Más tarde, el ministro de Defensa de Israel, Israel Katz, escribió en X, que aviones israelíes F-15 y F-35 sobrevolaron a baja altura el sur de Beirut y sus suburbios durante el transcurso del funeral para «transmitir un mensaje claro: quien amenace con destruir Israel y ataque a Israel, será su fin». 

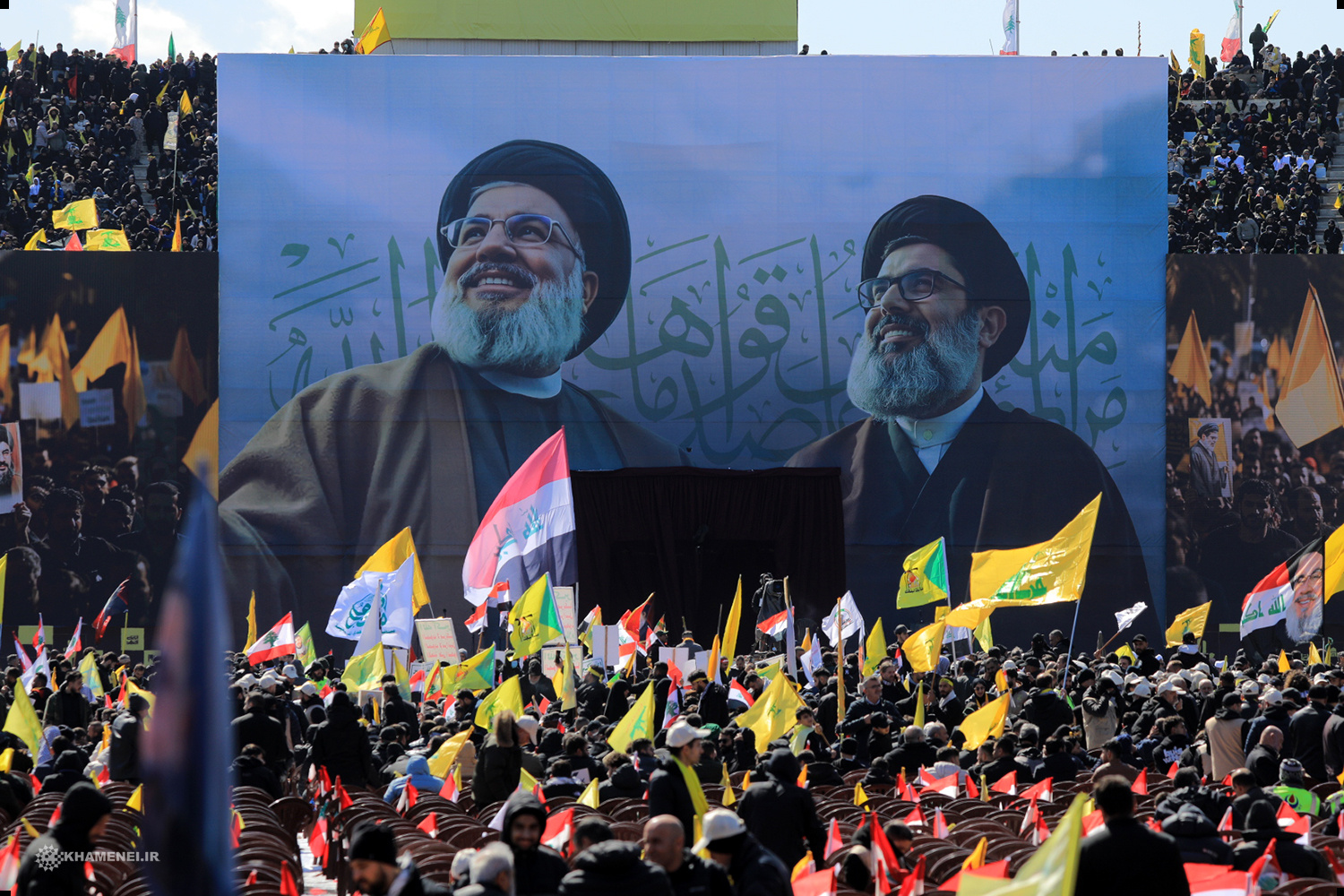
Retratos de los dos fallecidos decoraban el estadio donde tuvo lugar el funeral

El funeral comenzó con una procesión de 2,6 kilómetros por las calles de la capital libanesa y después dio dos vueltas al propio estadio deportivo. La ceremonia comenzó con el himno de Líbano y después el de Hezbolá, interpretados por una banda militar de Hezbolá, después los asistentes recitaron la Al-Fátiha, para rogar por las almas de Nasralá y de Safiedín. Después se recogió un telón para permitir el paso de un camión que transportaba los ataúdes de los dos fallecidos mientras por la megafonía sonaba uno de los discursos grabados del propio Nasralá, mientras que la multitud respondía con gritos de «Labaika Nasralá» (A sus órdenes, Nasralá). Tras el funeral Hezbola enterró los restos de Nasralá en un mausoleo situado cerca de la autopista del aeropuerto de Beirut. Mientras que Safiedín fue enterrado en su ciudad natal de Deir Qanoun En Nahr.
El evento tuvo una amplia cobertura mediática, con amplia cobertura de agencias de noticias locales e internacionales. Entre 450 000 y 1,4 millones de personas asistieron al funeral.

## Asistentes

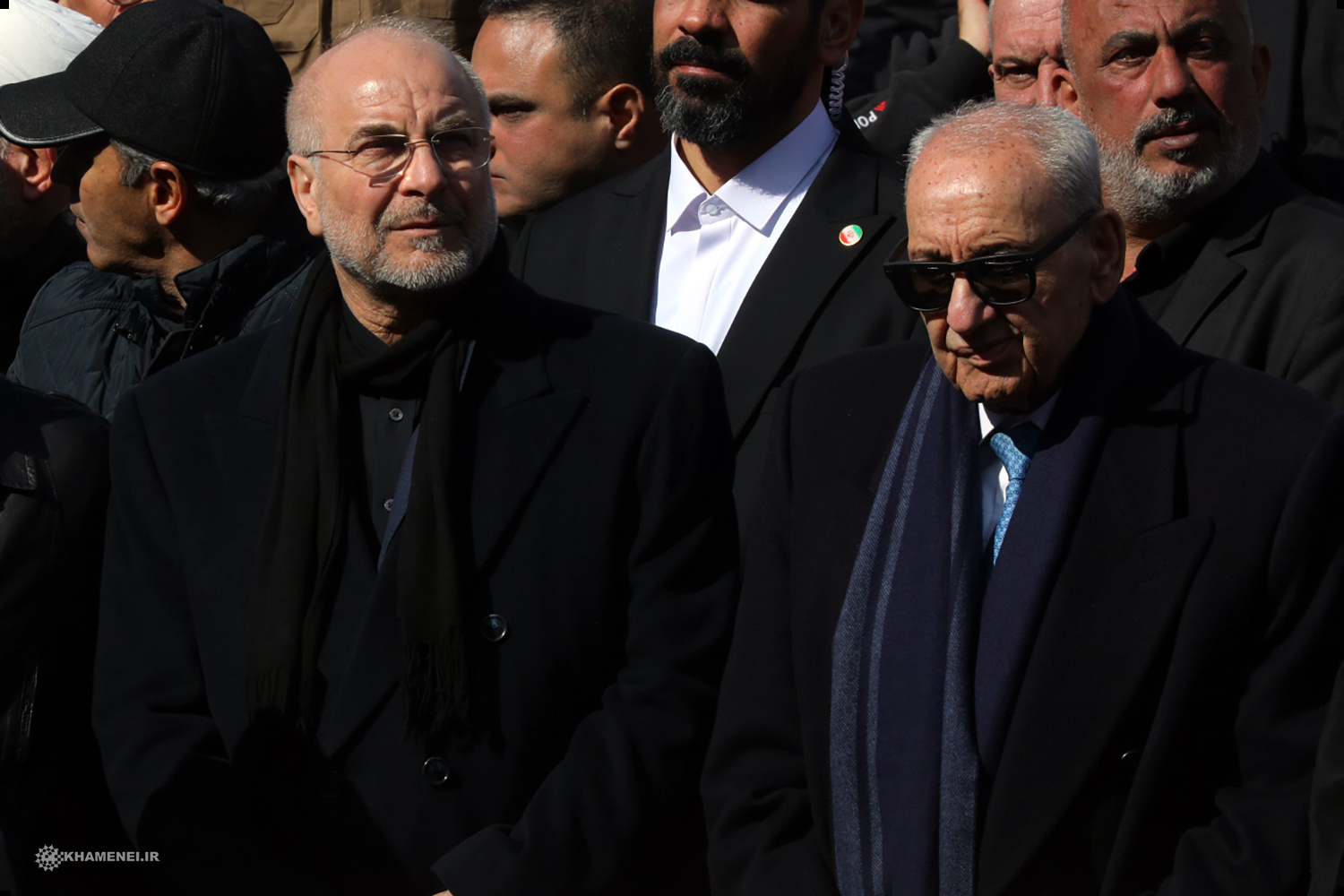
Mohammad Bagher Ghalibaf, presidente del Parlamento iraní, y Nabih Berri, presidente del Parlamento libanés, asistieron al funeral.

El primer ministro del Líbano, Nawaf Salam, designó al ministro de Trabajo, Mohammad Haidar, para que lo representara en el funeral, mientras que el presidente del parlamento, Nabih Berri, representó al presidente Joseph Aoun. Otros políticos libaneses destacados que participaron en ela acto incluyeron al líder del Movimiento Marada, Suleiman Franjieh, el expresidente Émile Lahoud y el líder del Partido Democrático Libanés, Talal Arslan.
Grandes delegaciones de otros partidos del Eje de la Resistencia, como los hutíes y las Fuerzas de Movilización Popular, incluido su líder Falih Al-Fayyadh, llegaron para asistir al funeral.  La representación iraní incluyó al presidente del Parlamento, Mohamad Baqer Qalibaf, en nombre del líder supremo, el ayatolá Alí Jamenei, mientras que el ministro de Asuntos Exteriores, Abbas Araqchi representó al presidente del país.
En su discurso, el ministro de Asuntos Exteriores iraní, Abbas Araqchi condenó a Israel por desplegar sus aviones de combate a baja altura sobre la capital libanesa, Beirut, y calificó la acción de «acto terrorista».  Además leyó un texto de recuerdo dedicado a Nasralá, donde describió a los dos fallecidos como «dos héroes de la resistencia» y prometió que «el camino de la resistencia continuará».

El gran combatiente de la resistencia y líder de la Resistencia en Líbano, Hasán Nasralá, ha alcanzado el gran honor del martirio, pero su espíritu seguirá presente tras su muerte. Que el enemigo sepa que la resistencia se mantendrá hasta que cumpla con sus objetivos.

Las estimaciones del número de asistentes varían ampliamente dependiendo de la fuente, entre 1,4 millones de personas (según informó la Agencia Nacional de Noticias del Líbano) y 450 000 (según dijo un funcionario libanés anónimo a Associated Press).

## Logística, seguridad y cobertura mediática
El funeral se celebró en la Ciudad Deportiva de Beirut entre las 09:00h y las 17:30h (UTC+2). Entre los actos se incluyó una procesión fúnebre por Beirut, un servicio conmemorativo en la sede de Hezbolá, discursos de personalidades políticas y religiosas y una oración fúnebre en la mezquita principal de Beirut. Los ataúdes fueron transportados por las carreteras del antiguo y el nuevo aeropuerto de Beirut bajo fuertes medidas de seguridad, que incluyeron el cierre de carreteras y un mayor despliegue de fuerzas de seguridad libanesas y personal de Hezbolá. Según informó la televisión Al-Manar la milicia chíita estaba desplegando 25 000 miembros para controlar a la multitud. Una fuente de seguridad dijo que 4000 soldados y personal de seguridad libanés también se desplegarían en la zona.
Las autoridades de aviación civil libanesas anunciaron que el aeropuerto de Beirut cerrará excepcionalmente desde el mediodía hasta las 4:00 p m. Air France y Emirates Airlines anunciaron una cancelación preliminar de sus vuelos al Líbano el día del funeral debido a preocupaciones de seguridad y posibles interrupciones en Beirut.
Con anterioridad a la celebración del funeral Hezbolá organizó un comité superior dividido en varios subcomités encargado de organizar la seguridad, la logística sobre el terreno y las relaciones internacionales. Más de 20 000 personas participaron en la coordinación y organización del evento. El comité de medios, dirigido por el jeque Nasser Akhdar, garantizó una cobertura mediática sin precedentes, que incluyó:
- Participaron 400 instituciones de medios locales e internacionales.
- 120 cámaras ubicadas en veinticinco ubicaciones clave para cobertura en vivo.
- Creación de un centro de medios especializado en el centro cultural del municipio de Ghobeiry.
- Cobertura en vivo en al menos cuatro idiomas.
- Qince ubicaciones designadas para cobertura de medios.
- Producción de películas documentales por más de treinta equipos locales e internacionales.
- Una campaña en redes sociales bajo el lema «Estamos comprometidos con el pacto».

## Respuestas
El funeral atrajo una atención mediática sin precedentes, en particular entre los partidarios de Hezbolá, que adoptaron el lema «Estamos comprometidos con el pacto». Muchos expresaron el deseo de que el lugar de descanso de Nasralá se convierta en un santuario. Mientras tanto, la oposición política de Hezbolá en las Fuerzas Libanesas argumentó que su entierro representaba un final simbólico para Hezbolá, dadas las recientes luchas militares y políticas del partido.

## Reacciones

### Líbano

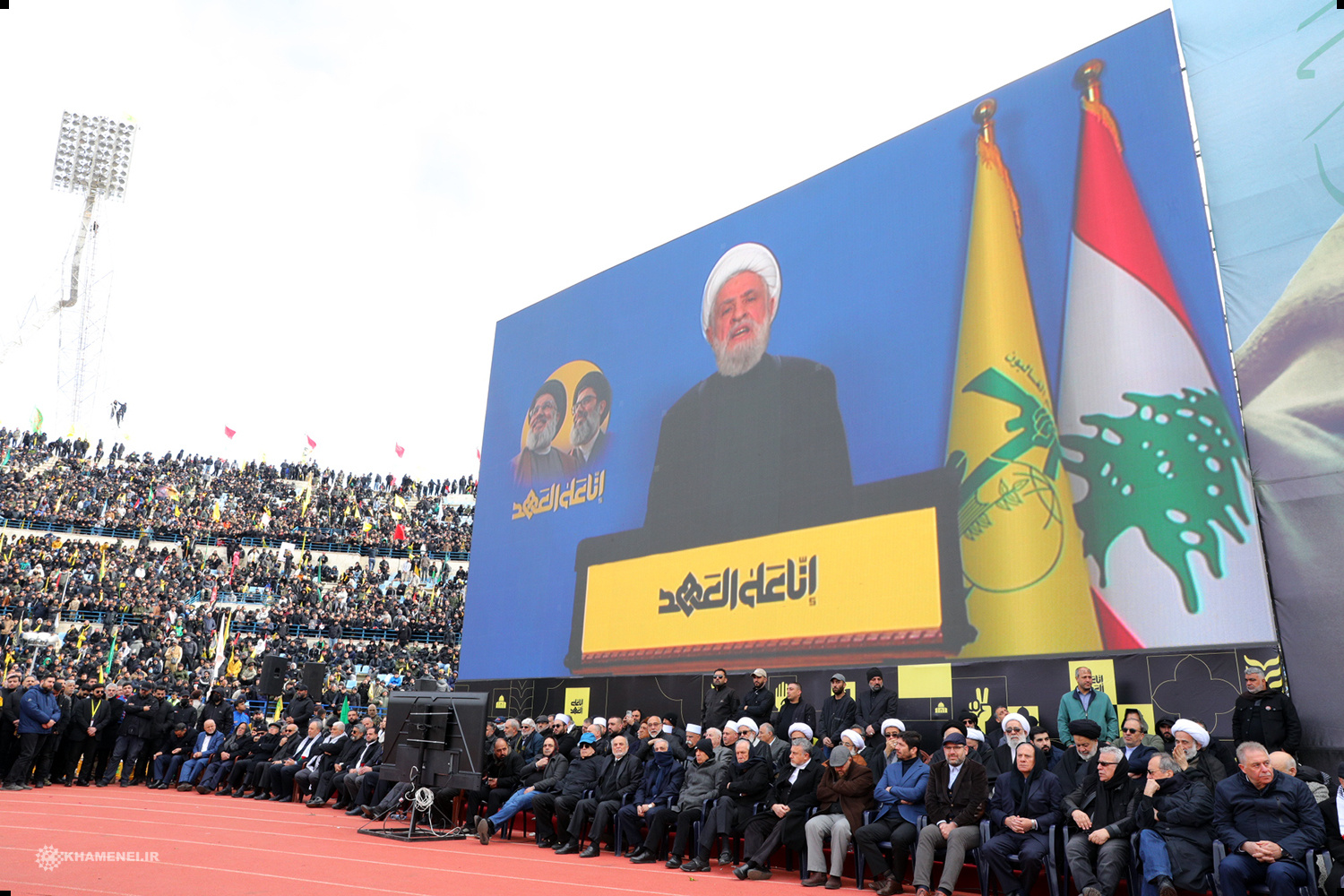
El líder de Hezbolá Naim Qassem, intervino en el acto con un discurso pregrabado y emitido en las pantallas del estadio, donde defendió dar «una oportunidad a la diplomacia sin renunciar a la resistencia».

- Líbano: el presidente del país, Joseph Aoun, se reunió con una delegación iraní encabezada por el presidente del Consejo de la Shura, Mohammad Baqer Qalibaf, en el Palacio Presidencial, coincidiendo con el funeral. Durante la reunión, Aoun destacó que el Líbano está cansado de verse arrastrado a conflictos externos y que la unidad nacional es la mejor manera de enfrentar los desafíos y las amenazas externas. También reafirmó que el Líbano ha soportado un alto costo en la defensa de la causa palestina y sigue comprometido con el apoyo a la solución de dos Estados. En respuesta, Ghalibaf reiteró el apoyo de Irán a cualquier decisión que tome el Líbano y expresó la voluntad de Teherán de contribuir a los esfuerzos de reconstrucción tras la destrucción que ha sufrido el país.[39][40]

- Hezbolá: el secretario general de la organización, Naim Qassem, habló a la multitud en el estadio desde un lugar no revelado y afirmó que Hezbolá sigue siendo fuerte y que «No nos someteremos y no aceptaremos que continúen nuestras matanzas y nuestra ocupación mientras observamos».[19] También dijo que «Los israelíes planificaron la guerra en nuestra contra en solo cuatro días (...). Pero la resistencia tampoco tuvo precedentes y pudimos reestructurarnos y los 75 000 militares israelíes no pudieron avanzar hacia el interior de nuestra tierra. Sois el pueblo que no puede ser derrotado».[26]

### Internacional
- Irán: confirmó su participación al más alto nivel, y altos funcionarios iraníes asistieron al funeral. El portavoz del Ministerio de Asuntos Exteriores, Esmail Baqaei, declaró que Teherán tiene la intención de demostrar en esta ocasión su firme apoyo a Hezbolá.[41]

- Yemen: el ministro de Información yemení, Muammar al-Eryani, pidió al gobierno libanés que detenga a los líderes hutíes que participarán en el funeral, subrayando que sus movimientos «no son sólo una participación en las ceremonias fúnebres», sino que forman parte de un intento de «reorganizar las filas del eje iraní» después de los ataques que sufrió. Al-Eryani explicó que estos movimientos están relacionados con los ataques a buques mercantes y petroleros, que suponen una amenaza para la seguridad regional e internacional. Pidió al Líbano que adopte una postura firme y entregue a los hutíes al gobierno yemení, subrayando la necesidad de evitar que utilicen el Líbano como refugio.[42]

- Israel: el portavoz del ejército israelí para los medios árabes, Avichay Adraee, difundió un vídeo donde afirmaba que: «Hoy es el funeral de Hasán Nasralá, y su séquito está de luto. Pero detengámonos un momento y preguntémonos: ¿Por qué están de luto exactamente? ¿Por el hombre que convirtió al Líbano en un Estado fallido? ¿Por el que sacrificó su futuro por los intereses de Irán? ¿Por el que destruyó la economía, dividió al pueblo y arrastró al país a guerras sin sentido? Desde que Nasralá asumió el liderazgo de Hezbolá, el Líbano no ha conocido más que la ruina. El país ha sido tomado como rehén por el proyecto de la llamada "Revolución Islámica"».[43]

## Galería

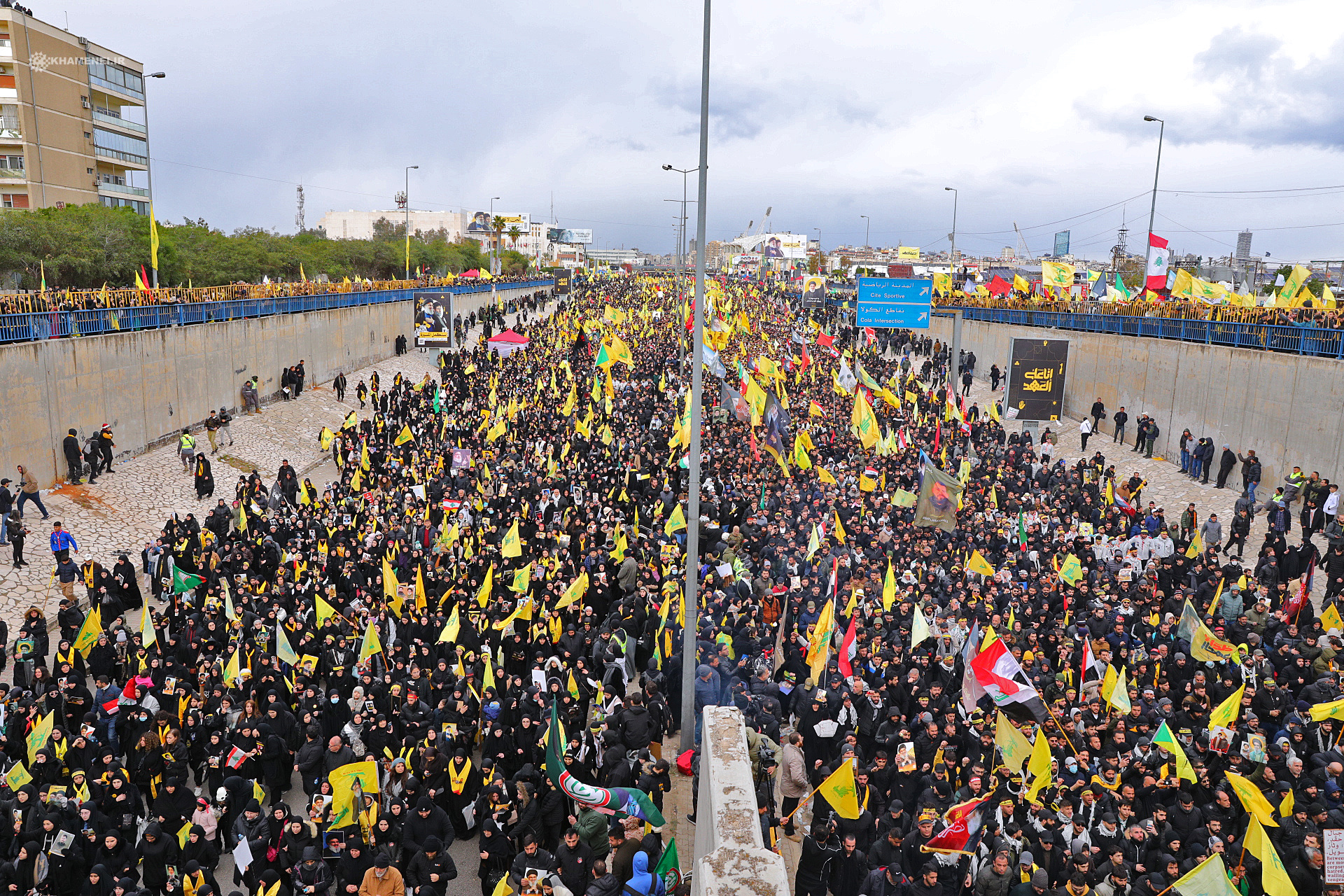
Miles de personas asistieron al funeral
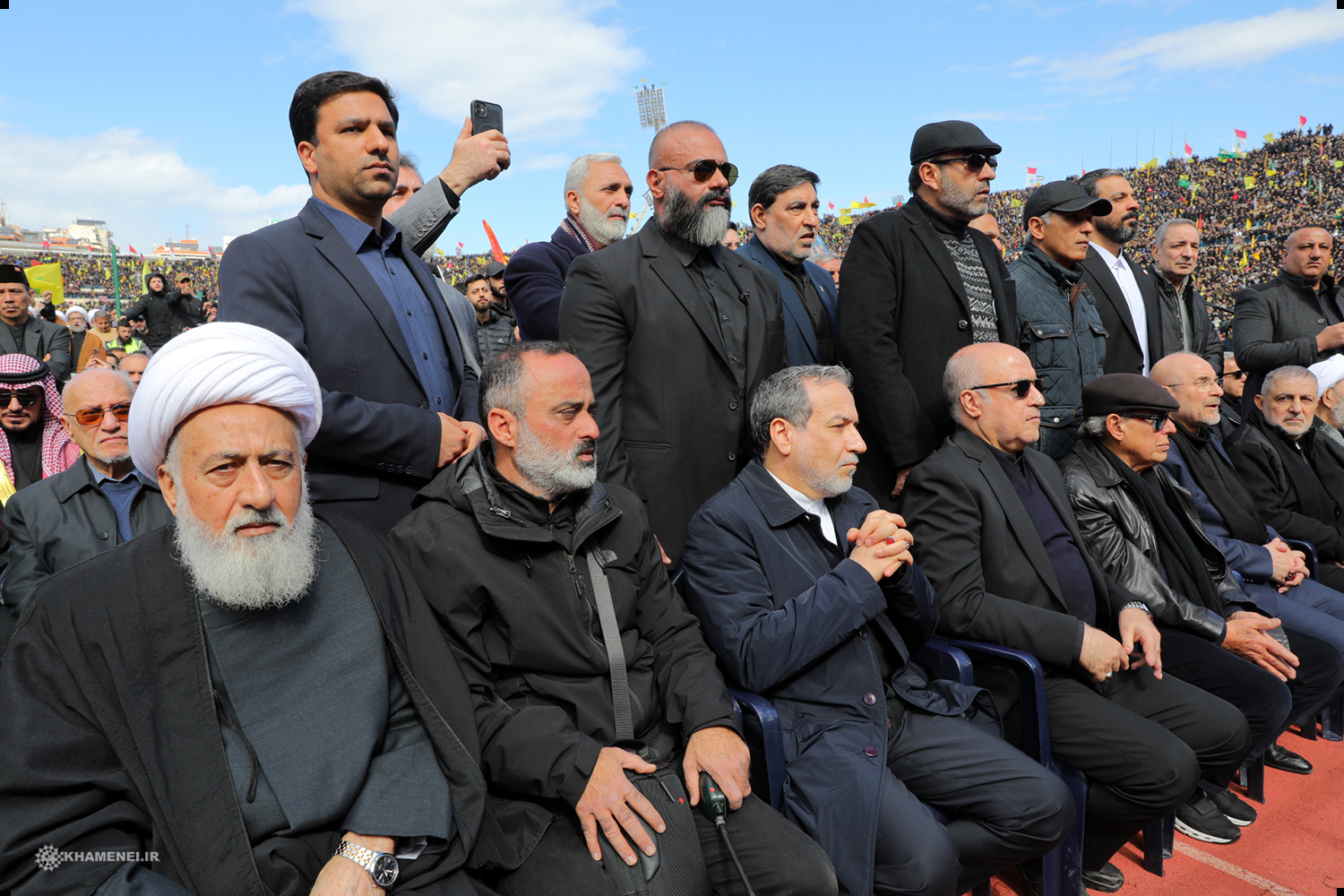
Dignatarios libaneses y extranjeros presentes en el acto.
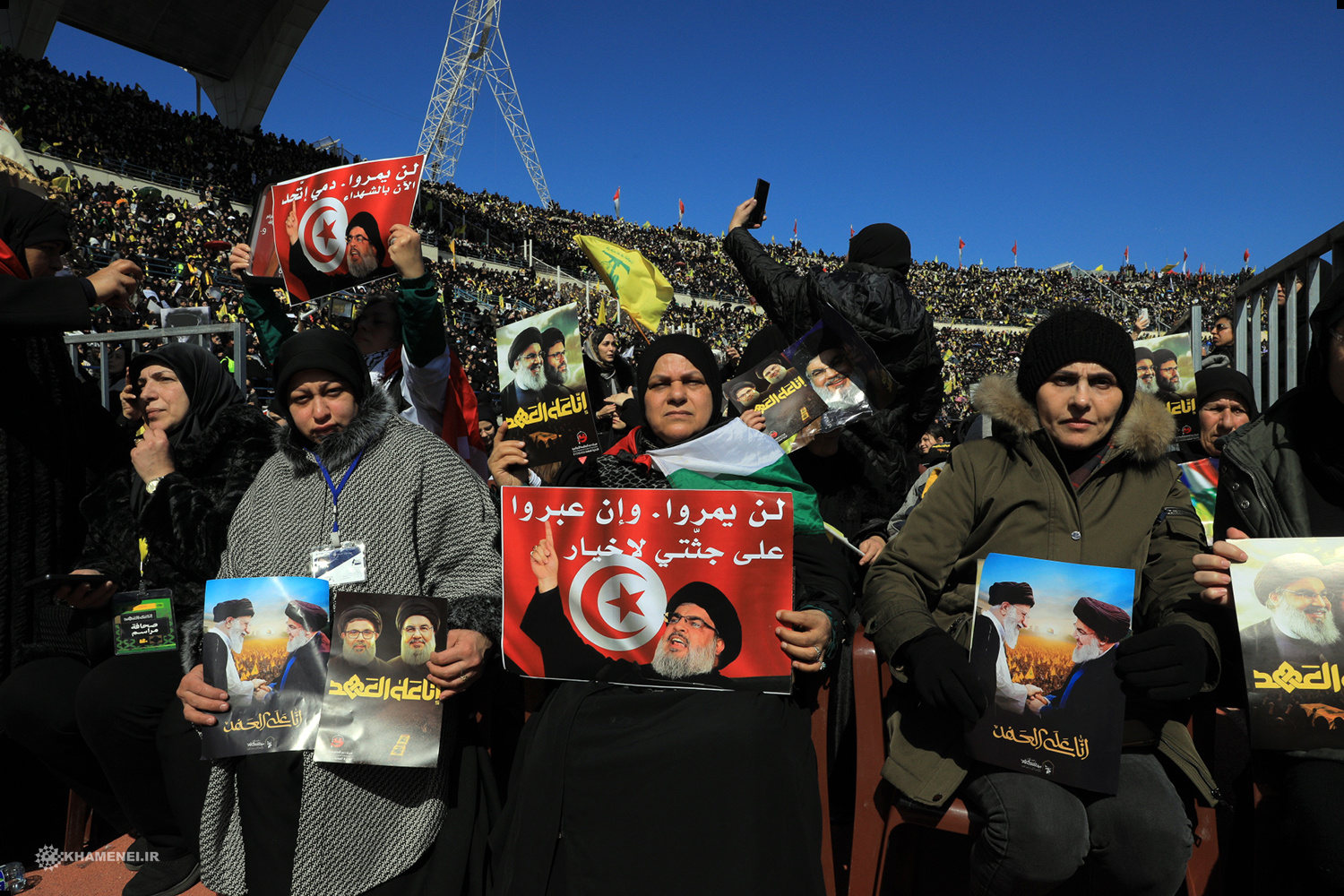
Asistentes de otros países
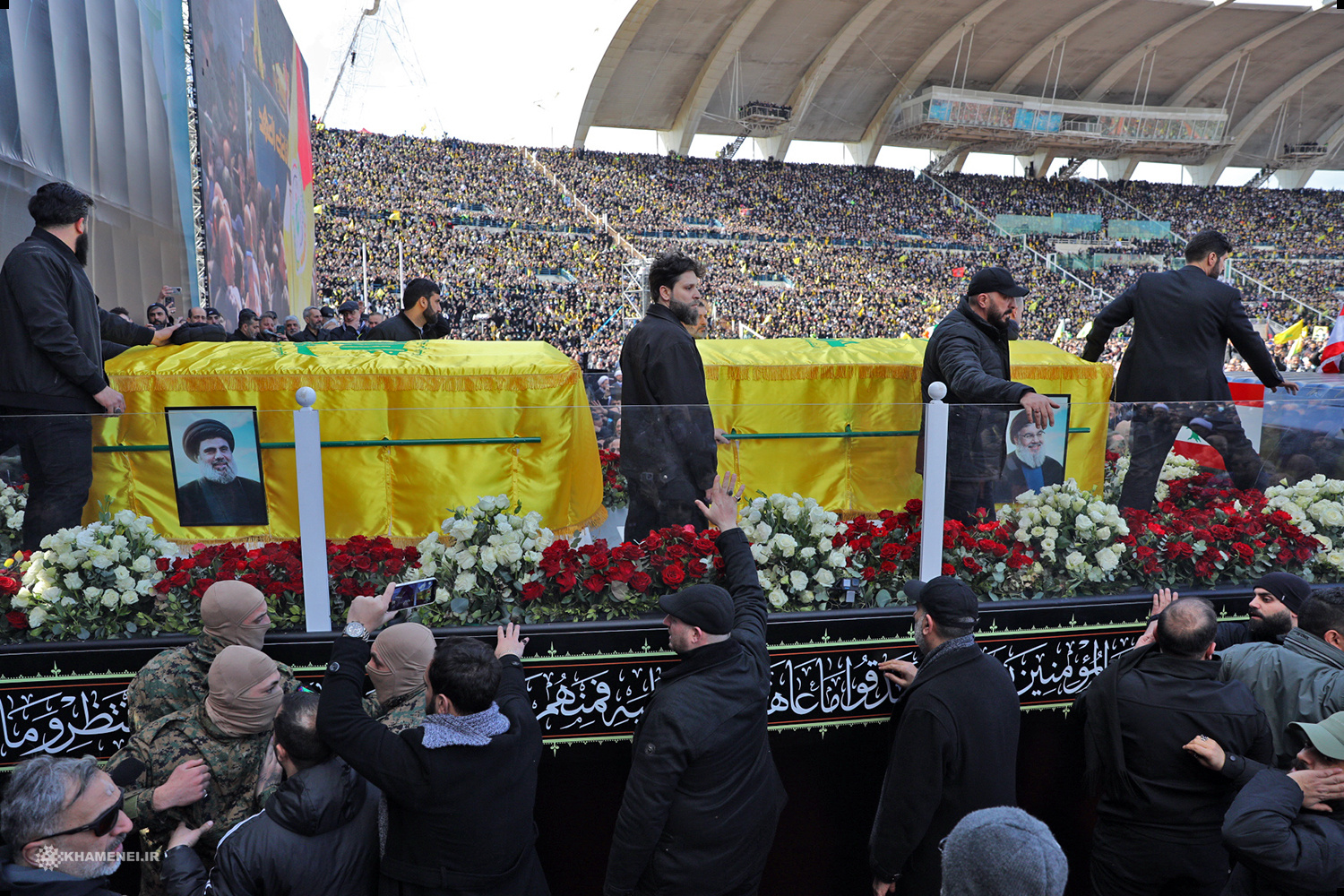
Ataúdes con los restos de Hashem Safiedín (izquierda) y Hasán Nasralá (derecha)
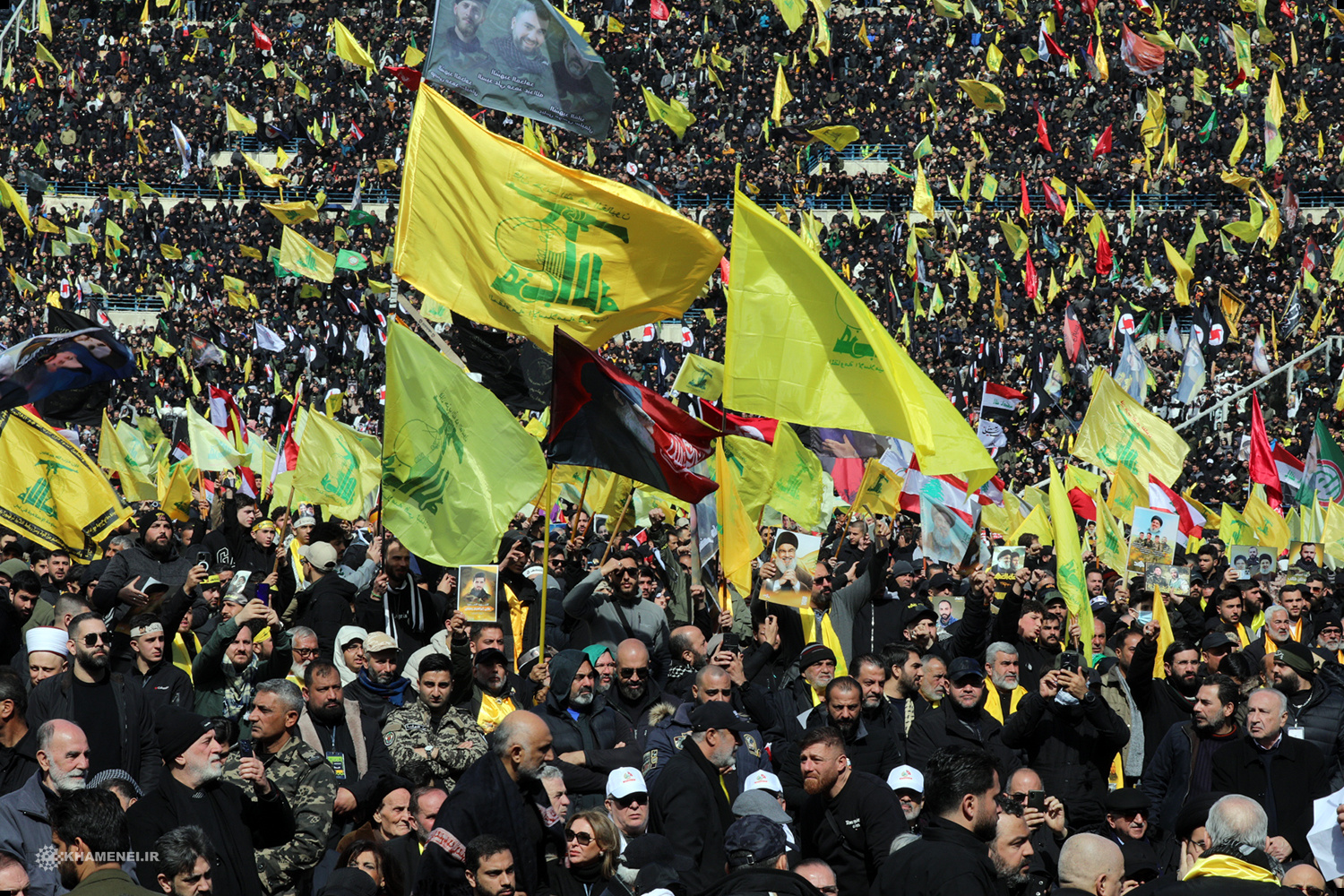
Miles de personas ondeando la bandera de Hezbolá